# ФК Јокохама Ф. маринос
Јокохама Ф. маринос (јап. 横浜F・マリノス) јапански је фудбалски клуб из Јокохаме.

## Име
- ФК Нисан (јап. 日産自動車サッカー部, 1972—1992)
- ФК Јокохама маринос (јап. 横浜マリノス, 1993—1998)
- ФК Јокохама Ф. маринос (јап. 横浜F・マリノス, 1999—)

## Успеси

### Национални
Првенство
- Фудбалска друга лига Канагаве: 1972.
- Фудбалска прва лига Канагаве: 1973, 1974, 1975.
- Фудбалска лига Кантоа: 1976.
- Фудбалска прва лига Јапана: 1988/89, 1989/90.
- Џеј 1 лига: 1995, 2003, 2004, 2019, 2022.

Куп
- Сениорско фудбалско првенство Јапана: 1976.
- Куп фудбалске лиге Јапана: 1988, 1989, 1990.
- Куп Џеј лиге: 2001.
- Царев куп: 1983, 1985, 1988, 1989, 1991, 1992, 2013.
- Суперкуп Јапана: 2023.

### Континентални
- АФК Куп победника купова: 1991/92, 1992/93.

## Тренутни састав
Ажурирано 1. септембра 2022.
| Бр. |        | Позиција | Играч                 |
| --- | ------ | -------- | --------------------- |
| 1   | Јапан  | Г        | Јохеи Такаока         |
| 2   | Јапан  | О        | Кацуја Нагато         |
| 4   | Јапан  | О        | Шиносуке Хатанака     |
| 5   | Бразил | О        | Едуардо               |
| 6   | Јапан  | С        | Кота Ватанабе         |
| 7   | Бразил | Н        | Елбер                 |
| 8   | Јапан  | С        | Такуја Кида (капитен) |
| 9   | Бразил | Н        | Лео Сеара             |
| 10  | Бразил | Н        | Маркос Жуниор         |
| 11  | Бразил | Н        | Андерсон Лопес        |
| 14  | Јапан  | С        | Каина Јошио           |
| 16  | Јапан  | С        | Жоел Чима Фуџита      |
| 17  | Јапан  | Н        | Рјо Мијаичи           |
| 18  | Јапан  | С        | Кота Мизунума         |

| Бр. |        | Позиција | Играч               |
| --- | ------ | -------- | ------------------- |
| 19  | Јапан  | О        | Јуки Сането         |
| 20  | Бразил | Н        | Јан Матеус          |
| 23  | Јапан  | Н        | Терухито Накагава   |
| 24  | Јапан  | О        | Томоки Ивата        |
| 25  | Јапан  | О        | Рјута Коике         |
| 26  | Јапан  | О        | Јута Коике          |
| 27  | Јапан  | О        | Кен Мацубара        |
| 28  | Јапан  | С        | Рику Јамане         |
| 30  | Јапан  | Н        | Такума Нишимура     |
| 32  | Јапан  | Г        | Томоки Тагава       |
| 33  | Јапан  | О        | Рјотаро Цунода      |
| 34  | Јапан  | Г        | Хироцугу Накабајаши |
| 36  | Јапан  | О        | Јусуке Нишида       |
| 50  | Јапан  | Г        | Пауел Обина Оби     |

### Повучени бројеви
| Бр. |       | Позиција | Играч        |
| --- | ----- | -------- | ------------ |
| 3   | Јапан | О        | Наоки Мацуда |

| Бр. |  | Позиција | Играч    |
| --- |  | -------- | -------- |
| 12  |  |          | Навијачи |

## Познати бивши играчи
- Тамоцу Сузуки (1972—1974)
- Хидехико Шимизу (1977—1988)
- Масааки Шимоџо (1978—1985)
- Хироши Хајано (1978—1985)
- Феликс Круз (1980—1982)
- Шинобу Икеда (1980—1989)
- Нобутоши Канеда (1980—1991)
- Казуши Кимура (1981—1994)
- Такеши Кошида (1983—1989)
- Шинџи Танака (1983—1992)
- Коичи Хаширатани (1983—1992)
- Такаши Мизунума (1983—1995)
- Кокичи Кимура (1985—1991)
- Шигетацу Мацунага (1985—1995)
- Тору Сано (1986—1992)
- Оскар (1987—1989)
- Лопес (1987—1990)
- Тецуџи Хаширатани (1987—1992)
- Хироши Хиракава (1987—1994)
- Кента Хасегава (1988—1991)
- Џунџи Коизуми (1988—1995)
- Ренато (1989—1992)
- Такуја Џинно (1989—1995)
- Масахару Сузуки (1989—1997)
- Кунио Нагајама (1989—2003)
- Евертон (1990—1994)
- Сатору Нода (1990—1998)
- Масами Ихара (1990—1999)
- Тошинобу Кацуја (1991—1993)
- Такахиро Јамада (1991—1997)
- Изуми Јококава (1992—1994)
- Даиџиро Такакува (1992—1996, 2007—2008)
- Норио Омура (1992—2001)
- Рамон Дијаз (1993—1995)
- Давид Бисконти (1993—1996)
- Густаво Запата (1993—1996)
- Фумитаке Миура (1993—1998)
- Рамон Медина Бељо (1994—1995)
- Јошикацу Кавагучи (1994—2001)
- Акихиро Ендо (1994—2005)
- Јошихару Уено (1994—2007)
- Наоки Мацуда (1995—2010)
- Нестор Горосито (1996)
- Алберто Акоста (1996)
- Душан Петковић (1997—1998)
- Хулио Сесар Балдивиесо (1997—1998)
- Хулио Салинас (1997—1998)
- Шоџи Џо (1997—2002)
- Шунсуке Накамура (1997—2002, 2010—2016)
- Јон Андони Гоикоечеа (1998)
- Кацуо Канда (1998—1999)
- Рјуџи Мичики (1998—1999)
- Игор Јовићевић (1999)
- Ацухиро Миура (1999—2000)
- Јасухиро Хато (1999—2004, 2010—2011)
- Масахиро Андо (2000)
- Абделјаил Хада (2000)
- Горан Јурић (2000)
- Наохиро Ишикава (2000—2002)
- Кеничи Шимокава (2001—2006)
- Хајума Танака (2001—2008)
- Даисуке Саката (2001—2010)
- Томојуки Хирасе (2002)
- Даисуке Оку (2002—2006)
- Даисуке Насу (2002—2007)
- Јуџи Наказава (2002—2018)
- Јузо Курихара (2002—2019)
- Тацухико Кубо (2003—2006)
- Еисуке Наканиши (2004—2006)
- Маграо (2005—2006)
- Коџи Јамасе (2005—2010)
- Такаши Хирано (2006)
- Маркес (2006—2007)
- Мике Хавенар (2006—2009)
- Такајуки Сузуки (2007)
- Такаши Инуј (2007—2008)
- Рони (2008)
- Манабу Саито (2008—2017)
- Казума Ватанабе (2009—2011)
- Хиројуки Танигучи (2011—2012)
- Масаши Огуро (2011—2013)
- Казуки Нагасава (2013)
- Џунго Фуџимото (2014—2015)
- Џун Амано (2014—)
- Терухито Накагава (2015—)
- Кеита Ендо (2016—2021)
- Рјосуке Јаманака (2017—2018)
- Милош Дегенек (2017—2018)
- Давид Бабунски (2017—2018)
- Уго Вијеира (2017—2018)
- Такахиро Огихара (2017—2021)
- Такефуса Кубо (2018)
- Оливје Бумал (2018)
- Душан Цветиновић (2018—2019)
- Јуки Оцу (2018—2020)
- Шиносуке Хатанака (2018—)
- Коџи Мијоши (2019)
- Тератон Бунматан (2019—2021)
- Кота Ватанабе (2019—)
- Даизен Маеда (2020—2021)
- Томоки Ивата (2021—)
- Рјо Мијаичи (2021—)

## Историја тренера
- Џиро Адачи (1972—1973)
- Шу Камо (1974—1984)
- Тамоцу Сузуки (1985)
- Шу Камо (1985—1989)
- Оскар (1989—1991)
- Хидехико Шимизу (1991—1994)
- Хорхе Солари (1995)
- Хироши Хајано (1995—1996)
- Хабијер Азкаргорта (1997—1998)
- Антонио де ла Круз (1999)
- Освалдо Ардиљес (2000—2001)
- Масааки Шимоџо (2001)
- Лазарони (2001—2002)
- Масааки Шимоџо (2002)
- Такеши Окада (2003—2006)
- Такаши Мизунума (2006)
- Хироши Хајано (2007)
- Такаши Кувахара (2008)
- Кокичи Кимура (2008—2009)
- Казуши Кимура (2010—2011)
- Јасухиро Хигучи (2012—2014)
- Ерик Момбаертс (2015—2017)
- Анџ Постекоглу (2018—2021)
- Кевин Мускат (2021—2023)
- Хари Кјуел (2023—)